# Pseudomops magnifica
Pseudomops magnifica är en kackerlacksart som beskrevs av Rocha e Silva 1973. Pseudomops magnifica ingår i släktet Pseudomops och familjen småkackerlackor. Inga underarter finns listade i Catalogue of Life.